# Con cuernos y a lo loco
Con cuernos y a lo loco es el octavo álbum de los Mojinos Escozíos. Fue sacado a la venta en 2005. El álbum y las temáticas de las canciones tienen como escenario la civilización vikinga.

## Lista de canciones
1. No tenemos prisa - 3:22
2. Amor de suegra - 4:10
3. La bella y la bestia - 5:00
4. Er vikingo que cantaba mientras giñaba	 - 0:44
5. ¡¡UEOH!! - 4:15
6. Mi barrí de servesa - 3:10
7. ¿Me has dicho borracho? - 4:21
8. La historia der vikingo que esigía una esplicasión (parte primera) - 2:32
9. Yo la tengo más grande que tú - 3:30
10. Er saludo vikingo de Luisito - 0:35
11. Homenaje a Zippy er Vikingo - 3:47
12. La historia der vikingo que esigía una esplicasión (parte segunda) - 2:32
13. Queridos marsianos - 4:22
14. ¡¡Hijo!! - 4:57
15. Plegaria der vikingo desesperado - 0:30
16. Marditos poetas - 4:53
17. Burlando la ley - 3:50
18. Pescando carpas al amanesé - 1:45

- Datos: Q5780674